# HD 181433 b
HD 181433 b ist ein Exoplanet, der im Sternbild Pfau liegt und etwa 87 Lichtjahre von der Erde entfernt ist. Er umkreist den Stern HD 181433. Die Masse des Exoplaneten, welcher auch als Supererde bezeichnet wird, beträgt etwa das 7,5fache der Erde. François Bouchy und Kollegen haben eine detaillierte Aufzeichnung von dem System HD 181433 bei der Fachzeitschrift Astronomy and Astrophysics eingereicht.